# Liste der Naturdenkmale in Neubukow
Die Liste der Naturdenkmale in Neubukow nennt die Naturdenkmale in der Stadt Neubukow im Landkreis Rostock in Mecklenburg-Vorpommern.

## Naturdenkmale
| Bild                          | Nr.     | Bezeichnung | Standort                                                 | Beschreibung                                   | Schutzzweck | Verordnung    |
| ----------------------------- | ------- | ----------- | -------------------------------------------------------- | ---------------------------------------------- | ----------- | ------------- |
| mehr Fotos \| Fotos hochladen | 047ND02 | 2 Linden    | Neubukow Amtsstraße 12 (54° 1′ 59,8″ N, 11° 40′ 17,3″ O) | zwei Linden (Tilia spec.) vor dem Kindergarten |             | 19. Juni 1939 |

## Flächennaturdenkmale
| Bild                          | Nr.       | Bezeichnung       | Standort                                            | Beschreibung                                                                                        | Schutzzweck | Verordnung |
| ----------------------------- | --------- | ----------------- | --------------------------------------------------- | --------------------------------------------------------------------------------------------------- | ----------- | ---------- |
| BW                            | fnd dbr 3 | Krügers Bruch     | (54° 1′ 31,1″ N, 11° 41′ 56,4″ O)                   | Fläche 3,57 ha.                                                                                     |             | 1984       |
| BW                            | fnd dbr 4 | Ringelsche Wiesen | (54° 1′ 21,8″ N, 11° 41′ 42″ O)                     | Fläche 3,37 ha.                                                                                     |             | 1984       |
| BW                            | fnd dbr 5 | Harmsche Wiesen   | (54° 0′ 57,2″ N, 11° 41′ 22,6″ O)                   | Fläche 2,05 ha.                                                                                     |             | 1984       |
| mehr Fotos \| Fotos hochladen | fnd dbr 6 | Stadtkoppel       | Wismarsche Straße (54° 1′ 14,6″ N, 11° 39′ 32,6″ O) | Fläche 1,21 ha., Teich- und Wiesenbiotop südlich Neubukow, östlich an der B 105 (Wismarsche Straße) |             | 1984       |
| BW                            | fnd dbr 7 | Kuhberg           | (54° 1′ 12,9″ N, 11° 41′ 6,1″ O)                    | Fläche 2,19 ha.                                                                                     |             | 1984       |